# Конвой (филм, 1978)
Вижте пояснителната страница за други значения на Конвой.
„Конвой“ (на английски: Convoy) е американски екшън, излязъл по екраните през 1978 година, режисиран от Сам Пекинпа с участието на Крис Кристоферсън, Али Макгроу и Ърнест Боргнайн в главните роли.

## Сюжет
Внимание:  Текстът по-долу разкрива сюжета на произведението (или части от него)!
Шофьори на камиони влизат в конфликт с шерифа на един от щатите, който ги глобява и за най-малкото нарушение. В знак на протест те образуват конвой от много камиони, който се втурва по пътищата на Америка. Конвоят се увеличава от непрекъснато присъединяващи се автомобили и камиони. Начело на конвоя е опитният шофьор на камион Мартин Пенуолд, по прякор „Гуменото пате“, на камион Mack RS700L. Протестът постепенно се изражда в широко обществено движение, опасно за местната власт. Губернатор Хаскинс обещава да работи за шофьорите на камиони, като отнесе случая им във Вашингтон, като по този начин се опитва да ги приобщи към своите избиратели, но безуспешно.

## В ролите
| Изпълнител        | Роля                            |
| ----------------- | ------------------------------- |
| Крис Кристоферсън | Мартин „Гуменото пате“ Пенуолд  |
| Али Макгроу       | Мелиса                          |
| Ърнест Боргнайн   | Шериф Лайл „Котънмаут“ Уолъс    |
| Бърт Йънг         | Боби „Любовна машина“ „Pig Pen“ |
| Медж Синклер      | Вдовицата                       |
| Франклин Аджайе   | Спайдър Майк                    |
| Браян Дейвис      | Чък Арнолди                     |
| Сиймур Касел      | губернатор Джери Хаскинс        |